# لورا سميث هافيلاند
لورا سميث هافيلاند (20 ديسمبر 1808 -20 أبريل 1898)، أمريكية إبطالية ومنادية بمنح المرأة حق الاقتراع ومصلحة اجتماعية. برزت كشخصية مهمة في تاريخ شبكة السكك الحديدية تحت الأرض.

## السنوات الأولى والعائلة
وُلدت لورا سميث هافيلاند في 20 ديسمبر 1808، في بلدة كيتلي، أونتاريو، كندا، لوالدين أمريكيين: دانيال سميث وأسيناث «سيني» بلانشر، واللذان هاجرا قبل وقت قصير من ولادتها. كتبت هافيلاند عن دانيال «كان رجلًا يتمتع بالقدرة والنفوذ، والتصورات الواضحة، وقوى المنطق الراسخة»، بينما كانت والدتها سيني «ألطف، ...ذات روح هادئة، ومحبةً للخير وودودةً مع الجميع، ومحبوبة جدًا من قبل كل من عرفها». امتهنت عائلة سميث ذات سبل الرزق المحدودة الزراعة، وكانوا أعضاء متدينين في جمعية الأصدقاء الدينية، والمعروفة باسم الكويكرز. كان والدها كاهنًا في الجمعية بينما خدمت والدتها في منصب شيخ كنسي.
عُرف الكويكرز بالملبس العادي والمتواضع، ومنعوا الرقص والغناء والتصرفات الأخرى التي اعتبروها تافهة، لكن وُصفت العديد من آرائهم بالتقدمية وفقًا لمعايير اليوم. أيّد الكويكرز تعليم الرجال والنساء على قدم المساواة، ما اعتُبر موقفًا مستقبلي الرؤية بصورة استثنائية في عصر غرق معظم أفراده بالجهل، ونُظر إلى تعليم المرأة الشامل كأمر غير ضروري عمومًا. عملت نساء جمعية الكويكرز ككهنة مثل الرجال. لم يطالب معظم الكويكرز بإلغاء العبودية علنًا، لكنهم أدانوها باعتبارها وحشيةً وغير عادلة. جسّدت المبادئ السابقة جميعها البيئة التي ترعرعت هافيلاند ضمنها.
غادرت عائلتها كندا في عام 1815 وعادت إلى الولايات المتحدة، واستقرت في بلدة كامبريا النائية ذات الكثافة السكانية المنخفضة، والقابعة في غرب نيويورك. لم توجد مدرسة بالقرب من منزلهم حينها، وتألّف تعليم هافيلاند على مدى السنوات الست التالية من «درس تهجئة» يومي تقدمه لها والدتها. وصفت هافيلاند نفسها بطفلة فضولية ذات اهتمام عميق بطريقة عمل العالم المحيط بها، إذ بدأت في سن مبكرة بسؤال والديها عن كل شيء، انطلاقًا من الكتاب المقدس ووصولًا إلى قانون الجذب العام لنيوتن. استكملت هافيلاند تعليمها الشحيح بمجرد إتقانها التهجئة عبر التهام كل كتاب استطاعت استعارته من الأصدقاء أو الأقارب أو الجيران، وقراءة كل ما توفر من المحتوى الديني أو الدراسات التاريخية المهمة.
التقت لورا في عمر السادسة عشرة تشارلز هافيلاند جونيور، شاب متدين من جمعية كويكر، كان والداه كاهنين محترمين. تزوجا في 11 نوفمبر عام 1825 في لوكبورت، نيويورك. وصفت لورا زوجها بالمخلص وزواجهما بالسعيد. يُذكر إنجابهما ثمانية أطفال.
قضى الزوجان السنوات الأربع الأولى من زواجهما في بلدة رويالتون، بالقرب من لوكبورت، نيويورك، قبل الانتقال في سبتمبر 1829 إلى بلدة رايسين في مقاطعة لينوي، إقليم ميشيغان. استقرّا على بعد ثلاثة أميال (5 كم) من المسكن الذي حصل عليه والداها قبل أربع سنوات. كانت ميشيغان حينها منطقة بريّة غير مأهولة إلى حد كبير، لكن كانت أسعار الأراضي زهيدة، بالإضافة إلى وجود العديد من الكويكرز الآخرين في الجوار.